# Cerapachys faurei
Cerapachys faurei är en myrart som beskrevs av Arnold 1949. Cerapachys faurei ingår i släktet Cerapachys och familjen myror. Inga underarter finns listade.